# Чинкови
Чинкови (Fringillidae) са семейство дребни птици, принадлежащи към разред Врабчоподобни (Passeriformes).

## Външен вид
Представителите на семейството имат малки и средни размери; дължината на тялото е 10 – 22 см. Телосложението е с къса шия, кръгла глава и средни размери на крилата, с плътно гъсто оперение с различна окраска. Самците обикновено са изпъстрени по-ярко от самките, в окраската често се среща червен, жълт и зелен цвят. Крилата са с девет махови пера. Опашката се състои от 12 рулеви пера със средна дължина.
Размерите и формата на клюна са различни в зависимост от хранителната специализация.

## Родове и видове
В България представители на семейството са следните родове и видове:
- Род Calcarius -- Лапландски овесарки (понякога отделяни в сем. Emberizidae)
  - Calcarius lapponicus -- Лапландска овесарка
- Род Carduelis -- Скатии
  - Carduelis carduelis -- Кадънка (Щиглец)
  - Carduelis chloris -- Зеленика
  - Carduelis spinus -- Елшова скатия
  - Carduelis flavirostris -- Жълтоклюно конопарче (понякога Acanthis flavirostris)
  - Carduelis flammea -- Брезова скатия (понякога Acanthis flammea)
  - Carduelis cannabina -- Обикновено конопарче (понякога Acanthis cannabina)
  - Carduelis tristis
- Род Carpodacus -- Червени чинки
  - Carpodacus erythrinus -- Червена чинка
- Род Coccothraustes -- Черешарки
  - Coccothraustes coccothraustes -- Черешарка
- Род Emberiza -- Овесарки (понякога отделяни в сем. Emberizidae)
  - Emberiza caesia -- Пепелява овесарка
  - Emberiza calandra -- Сива овесарка
  - Emberiza cia -- Сивоглава овесарка
  - Emberiza cirlus -- Зеленогуша овесарка
  - Emberiza citrinella -- Жълта овесарка
  - Emberiza hortulana -- Градинска овесарка
  - Emberiza leucocephalos -- Белоглава овесарка
  - Emberiza melanocephala -- Черноглава овесарка
  - Emberiza pusilla -- Малка овесарка
  - Emberiza rustica -- Белогуша овесарка
  - Emberiza schoeniclus -- Тръстикова овесарка
- Род Fringilla -- Чинки
  - Fringilla coelebs -- Обикновена чинка
  - Fringilla montifringilla -- Планинска чинка
- Род Loxia -- Кръсточовки
  - Loxia curvirostra -- Обикновена кръсточовка
  - Loxia leucoptera -- Белокрила кръсточовка
- Род Plectrophenax -- Снежни овесарки (понякога отделяни в сем. Emberizidae)
  - Plectrophenax nivalis -- Снежна овесарка
- Род Pyrrhula -- Червенушки
  - Pyrrhula pyrrhula -- Червенушка
- Род Serinus -- Канарчета
  - Serinus serinus -- Диво канарче
- Род Rhodopechys -- Пустинни чинки
  - Rhodopechys obsoleta -- Пустинна чинка (срещана и като Rhodospiza obsoleta)

- Вечерна тъпочовка
(Hesperiphona vespertina)
- Serinus mozambicus
(Serinus mozambicus)
- Червенушка
(Pyrrhula pyrrhula)
- Зеленика
(Carduelis chloris